# Kultura alternatywna
Kultura alternatywna – typ kultury, przeciwstawny kulturze dominującej w danym społeczeństwie czy społeczności. Powstaje zawsze w opozycji do kultury popularnej, oficjalnej, skomercjalizowanej, propagowanej przez oficjalne media; najczęściej jako kontynuacja działań kontrkulturowych. Kultura alternatywna nie walczy z tradycyjną kulturą, a jej znaczeniem jest przede wszystkim odmienne spojrzenie na sztukę, muzykę, medycynę, a nawet sposób odżywiania, ale również inne dziedziny życia; W odróżnieniu od kontrkultury jej przedstawiciele wybierają raczej wyizolowanie się od społeczności, stworzenie własnych wzorców i norm.
Przykładem mogą być: awangarda artystyczna, punkowcy czy hippisi zakładający komuny. W medycynie będą to niekonwencjonalne metody leczenia, takie jak akupunktura i akupresura. Na co dzień kulturę tę możemy odnaleźć w odmiennej diecie, np. wegetariańskiej. W muzyce poważnej były to kompozycje współczesne, oparte na dysharmonii i dysonansie, w jazzie powstanie free jazzu, w malarstwie zaś sztuka abstrakcyjna.
W Polsce kultura alternatywna rodziła się m.in. w środowisku studenckim lat 70. XX w. Znany był Teatr Laboratorium Jerzego Grotowskiego we Wrocławiu, popularny między innymi dzięki propagowaniu treści niezgodnych z oficjalną propagandą oraz walce z cenzurą. Nową alternatywną formą sztuki stał się happening, którego przykładem w Polsce jest działalność w latach osiemdziesiątych tzw. Pomarańczowej Alternatywy.